# София Буш
София Буш (на английски: Sophia Bush) е американска актриса. Известна е най-вече с ролята си на Брук Дейвис в сериала Самотно дърво на хълма. Играе епизодични роли в сериалите Клъцни, срежи, Сабрина, младата вещица и Punk'd.

## Произход и образование
Родена е в Пасадина (Калифорния). Единствено дете е в семейството на Морийн, мениджър на фотографско студио, и Чарлз Уилям Буш, фотограф на реклами и знаменитости. София Буш е от италиански произход. Завършва Westridge School for Girls през 2000 година. В училище участва във волейболния отбор. От нея се е изисквало да участва в театралните артистични програми. Буш казва: "Част от изискванията на училището ми беше да се участва в постановка. Аз бях много ядосана, защото исках да играя волейбол, а трябваше да участвам в постановката. Но имаше момент след представлението, когато осъзнах, че бях отишла и се бях превърнала в някой друг. Помислих си „Ако мога да правя това до края на живота си, всичко за мен е уредено“. Беше любов от пръв поглед."
Следва в Университета на Южна Калифорния, специалност журналистика, но прекъсва през предпоследната година от обучението си. В университета става член на обществото „Капа Капа Гама“.
През 2003 г. се явява на кастинг за ролята на Брук Дейвис в „Самотно дърво на хълма“. Впоследствие прекъсва обучението си в университета.

## Кариера
Прави първите си изява на голям екран в комедията Van Wilder. След това се появява в няколко телевизионни сериала, като Клъцни/Срежи, Сабрина младата вещица и Прецакването. Явява се на кастинг за ролята на Кейт Брюстър в „Терминатор 3: Бунтът на машините“, но вместо нея и избрана Клеър Дейнс, тъй като режисьорът решава, че Буш е прекалено млада за ролята.
През 2003 г. получава ролята на Брук Дейвис в сериала на The CW Television Network „Трий хил“. Нейната героиня израства от проблемна тийнейджърка до изключително лоялен приятел.
След като добива голяма слава, София става говорител за някои скъпи марки. Тя позира за кориците на някои водещи списания, като Entertainment Weekly, Lucky, Glamour, Maxim, InStyle и също така е имала няколко рекламни договора с различни компании. Режисира три епизода от сериала, включително и предпоследния епизод от последния девети сезон.
През юли 2006 г. София Буш участва във филма Джон Тъкър трябва да умре заедно с Джеси Меткалф и Британи Сноу. Филмът е успешен, донасяйки над 60 милиона долара приходи от цял свят. През същата година участва и във филма Stay Alive с Франки Мюниц. Филмът заема III място в бокс офиса на САЩ и се счита за негов успех, благодарение на бюджета на продукцията – 9 милиона долара.
През 2008 г. участва във The Narrows с Кевин Зегерс, Еди Кейхил и Винсънт Д'Онофрио. Тя играе ролята на красивата, интелигентна и самоуверена Кати Попович. Премиерата на филма е на Международния филмов фестивал в Торонто през септември 2008 г. Най-скорошната ѝ роля е във филма от 2011 г. Chalet Girl.

## Личен живот
София Буш се жени за Чад Майкъл Мъри, неин колега от „Трий Хил“, на 16 август 2005 година в Санта Моника, след като са се срещали в продължение на почти 2 години. Те обявяват раздялата си на 26 септември 2005 година. След 5 месеца брак, през декември 2006 година разводът им е окончателно финализиран. По-късно София дава изявление: „Наранява ме това, че бях причислена към холивудската статистика – поредният брак на шега.“
На 27 октомври 2008 г. Чад Майкъл Мъри потвърждава слуховете, че София има връзка с Джеймс Лафърти – друг неин колега от „Трий Хил“: „София и аз сме достатъчно големи професионалисти и достатъчно зрели, за да преодолеем това. и сега просто всичко е по-лесно. Само приятели сме – тя има Джеймс, а Джеймс ми е приятел“.
На 25 май 2010 г. София признава, че през последните четири години постоянно се е събирала и разделяла с колегата си от сериала Остин Никълс. Също така тя потвърждава, че той е приел ролята си в „Трий Хил“ само за да бъдат заедно. През февруари 2012 г. е съобщено, че двамата вече не са двойка.
От януари 2013 г. Буш има връзка с Дан Фрединбург – програмен мениджър в Гугъл.

## Филмография

### Кино
1. Ван Уайлдър (2002)
2. Learning Curves (2003)
3. Supercross (2005)
4. Stay Alive (2006)
5. Джон Тъкър трябва да умре (2006)
6. The Hitcher (2007)
7. The Narrows (2008)
8. Table For Three (2009)

### Телевизия и сериали
1. Point of Origin (2002)
2. The Flannerys (2003)
3. Сабрина, младата вещица (Sabrina, the Teenage Witch) (2003)
4. Клъцни, срежи (Nip/Tuck) (2003)
5. Самотно дърво на хълма (One Tree Hill) (2003 – 2012)
6. Партньори (сериал, 2012) (Partners) (2012)
7. Полицаите от Чикаго (Chicago PD) (2014 – 2017)